# Évariste Galois
Évariste Galois   (Bourg-la-Reine, 25 d'octubre de 1811 - París, 31 de maig de 1832) va ser un matemàtic francès nat a Bourg-la-Reine.
Mentre encara era un adolescent, va ser capaç de determinar la condició necessària i suficient perquè un polinomi pogués ser resolt per radicals, trobant la solució d'un problema que havia romàs insoluble molts anys. El seu treball va oferir les bases fonamentals per a la teoria que porta el seu nom, una branca principal de l'àlgebra abstracta. Va ser el primer a utilitzar el terme grup en un context matemàtic.

## Biografia
Galois va néixer a Bourg-la-Reine, un municipi als encontorns de París. El pare era Nicholas-Gabriel Galois, director de l'escola de la localitat qui arribaria a ser elegit batlle de la localitat amb el partit liberal, partidari de Napoleó. La mare, Adelaide-Marie Demante, era una persona d'indubtables qualitats intel·lectuals filla d'una família d'advocats i professors universitaris de dret molt influents de París.
Fins a dotze anys, el jove Galois, juntament amb la germana gran Nathalie-Theodore i el germà petit Alfred, va ser educat per la mare; aconseguí una sòlida formació en llatí i grec, així com en els clàssics. Era un noi molt intel·ligent, però encara que molts consideren que va ser un noi prodigi de les matemàtiques, no és probable que durant l'ensenyament primari el jove fos exposat profundament a les matemàtiques, l'aritmètica elemental a part posada, i tampoc tenim notícia que hi haguessin hagut casos de talent matemàtic especial a la família.
Va començar l'educació acadèmica a 12 anys quan va entrar al Liceu Louis-le-Grand de París, on havien estudiat Robespierre i Victor Hugo. Allí va fer les primeres incursions de caràcter polític, un enfrontament amb el director de l'internat que va venir a fi amb l'expulsió de diversos alumnes entre els quals, però, ell no figurava. Allí va forjar una incipient rebel·lia contra l'autoritat, i sobretot uns ideals anti-eclesiàstics i antimonàrquics que va mantenir fins a la mort. Durant els dos primers anys al Louis-le-Grand, Galois va tenir uns resultats normals i fins i tot va guanyar alguns premis en llatí i grec. Però a tercer va suspendre un treball de retòrica i va haver de repetir curs. És llavors quan Galois va entrar en contacte amb les matemàtiques, tenia 15 anys.

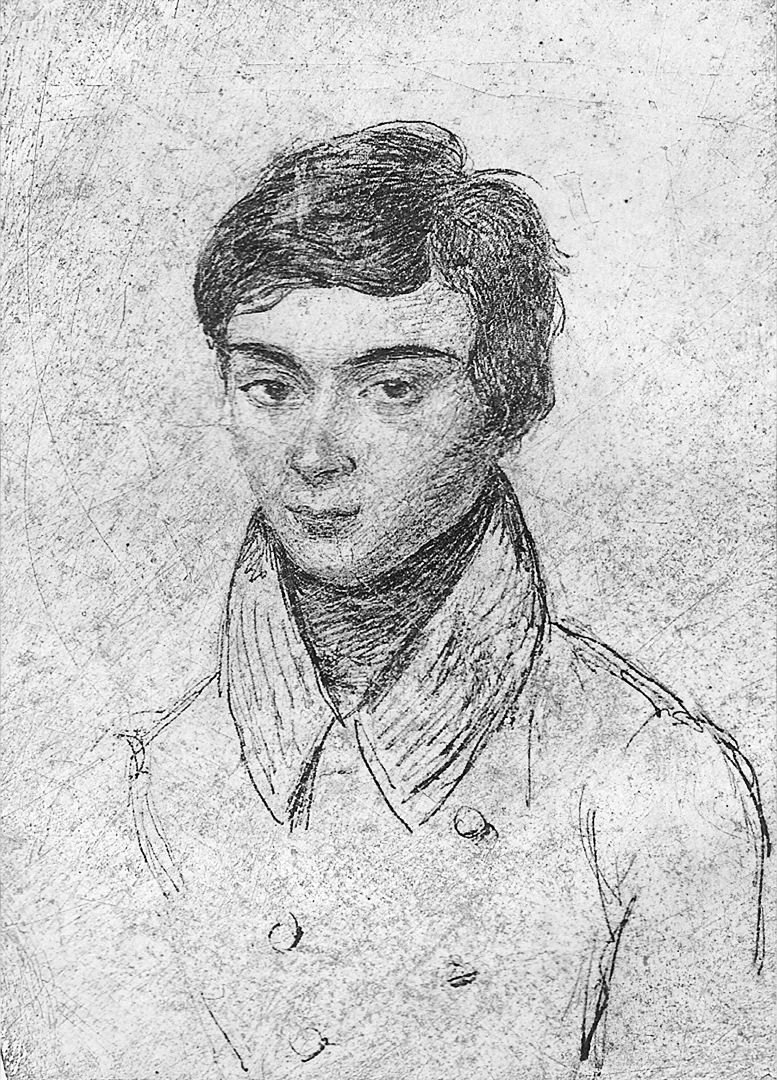
Retrat de Galois quan tenia aproximadament quinze anys.

El programa de matemàtiques del liceu no diferia gaire de la resta. Tot i així, Galois hi va trobar el plaer intel·lectual que li faltava. El curs impartit per M. Vernier va despertar el geni matemàtic de Galois. Després d'assimilar sense esforços el text oficial de l'escola i els manuals d'ús, va emprendre l'estudi dels textos més avançats d'aquells temps: va estudiar la geometria de Legendre i l'àlgebra de Lagrange. Galois va aprofundir considerablement en l'estudi de l'àlgebra, una matèria que llavors encara tenia moltes llacunes i qüestions fosques. D'aquesta manera va arribar a conèixer la quantitat de problemes sense resoldre d'aquesta disciplina. Problemes que van passar a ocupar la major part del seu temps d'estudi. Va començar a negligir les altres matèries i fins i tot a congriar un sentiment d'hostilitat contra professors d'humanitats. Fins al punt que Vernier li va suggerir que calia que treballés més en les altres disciplines.
Tot i així, Galois tenia una idea clara: volia ser matemàtic i volia entrar en l'École Polytechnique. Així va decidir de presentar-se amb un any d'anticipació (1828) a l'examen d'accés. Com que li mancava la formació fonamental en diversos aspectes i sense haver rebut el curs habitual preparatori de matemàtiques, Évariste va ser rebutjat. Galois no va acceptar aquest rebuig inicial i això va augmentar la seva rebel·lia i oposició a l'autoritat. Tanmateix, va continuar de progressar prestament en l'estudi de les matemàtiques durant el segon curs impartit al Louis-le-Grand, en aquesta avinentesa per Louis Paul Emile Richard, qui va saber veure les qualitats del jove i va sol·licitar que fos admès a l'École Polytechnique. Malgrat que la sol·licitud de Richard no va ser atesa, la dedicació i la impulsió que Galois va rebre del seu professor van tenir uns resultats notables.
Quan encara era estudiant del Louis-le-Grand, Galois va aconseguir de publicar el seu primer treball, una demostració d'un teorema sobre fraccions contínues periòdiques, i poc després va encertar la clau per a resoldre un problema que havia inquietat la comunitat matemàtica durant un segle: les condicions de resolució d'equacions polinòmiques per radicals. Tot i així, els seus progressos més notables van ser els relacionats amb el desenvolupament d'una teoria nova que desbordaria de molt els límits de les equacions algebraiques: la teoria de grups.
Tot i així, el destí no li oferiria gaires més èxits. Pocs dies abans de presentar-se al segon i definitiu examen d'accés a l'École Polytechnique, el pare d'Évariste es va suïcidar. Galois es va presentar a l'examen en aquestes circumstàncies, i amb les habituals maneres rebels i el menyspreu per l'autoritat, es va negar a seguir les indicacions dels examinadors en refusar de justificar els seus enunciats. Naturalment va ser rebutjat definitivament.
Veient-se obligat a considerar la menys prestigiosa École Normale, Galois es va presentar als exàmens de batxillerat que calien per a ser admès i aquesta vegada va ser aprovat gràcies a l'excepcional qualificació en matemàtiques. Galois va ser admès a l'École Normale si fa no fa alhora que els seus treballs revolucionaris sobre la teoria de grups eren avaluats per l'Acadèmia de Ciències. Tot i així, els seus articles mai no arribarien a ser publicats en vida d'ell; primer els va enviar a Cauchy qui els va rebutjar perquè el treball tenia punts en comú amb un recent article publicat per Abel. Galois el va revisar i el va reenviar, i en aquesta ocasió, Cauchy el va enviar a l'Acadèmia per tal que fos examinat, però Fourier, el secretari vitalici de l'Acadèmia i encarregat de publicar-lo, va morir poc després de rebre'l i la memòria es va esgarriar. El premi va ser atorgat ex aequo a Abel i a Jacobi, i Évariste va acusar l'acadèmia d'una farsa per a desacreditar-lo.
Tot i la pèrdua de la seva memòria enviada a Fourier, Galois va publicar aquell mateix any tres articles en el Bulletin des sciences mathématiques, astronomiques, physiques et chimiques del Baró de Férussac. Aquests treballs presenten els fonaments de la teoria de Galois i proven sense cap dubte que el jove havia arribat més lluny que qualsevol altre matemàtic en el camp de l'àlgebra relacionant en la resolució d'equacions polinòmiques (ja sia que es tractava d'un treball inacabat).
Per aquella època, la vida de Galois començava de ser marcada d'un caire polític. El juliol de 1830 els republicans es van revoltar i van obligar el rei Carles X a exiliar-se. Tanmateix, el triomf dels republicans, entre els quals es trobava el jove Galois, va ser impedit per l'arribada al tron d'un nou rei, Lluis Felip d'Orleans. Galois va participar activament en les manifestacions i societats republicanes. Per aquesta raó va ser expulsat de l'École Normale. A la primavera del 1831, tot just a 19 anys, Galois va ser detingut i empresonat durant més d'un mes acusat de sedició, després d'escridassar desafiadorament el nom del rei. De primer moment va ser absolt, però va tornar a ser arrestat per una altra actitud sediciosa al juliol i aquesta segona vegada va passar vuit mesos a la presó.
Durant aquell any de 1831 Galois per fi havia arrodonit les qüestions pendents del seu treball i l'havia sotmès a la consideració de Poisson, qui li va recomanar que el presentés altra vegada a l'Acadèmia. Més tard, aquell mateix any, el mateix Poisson va recomanar a l'Acadèmia que rebutgés el seu treball amb la indicació que "les seves argumentacions no eren ni prou clares ni encara prou desenvolupades per a permetre'ls de jutjar-ne la rigor". El mateix Poisson, malgrat el seu enorme prestigi matemàtic i els esforços que va fer per a comprendre el treball, no va arribar a entendre els resultats que li presentava aquella memòria. Galois va rebre la carta de refús a la presó.

### Mort
Dos dies abans de la seva mort, Galois va ser alliberat de la presó. Els detalls que van conduir a un duel, suposadament a causa d'un afer sentimental, no estan clars. El que resta per a la història és la nit anterior a l'esdeveniment. Évariste Galois estava tan convençut de la immediatesa de la seva mort que va passar tota la nit escrivint cartes als amics republicans i component el que es convertiria en el seu testament matemàtic. En aquests últims articles va descriure succintament les implicacions detallades del treball que havia desenvolupat i va fer anotacions a una còpia del manuscrit que havia remès a l'acadèmia juntament amb altres articles.

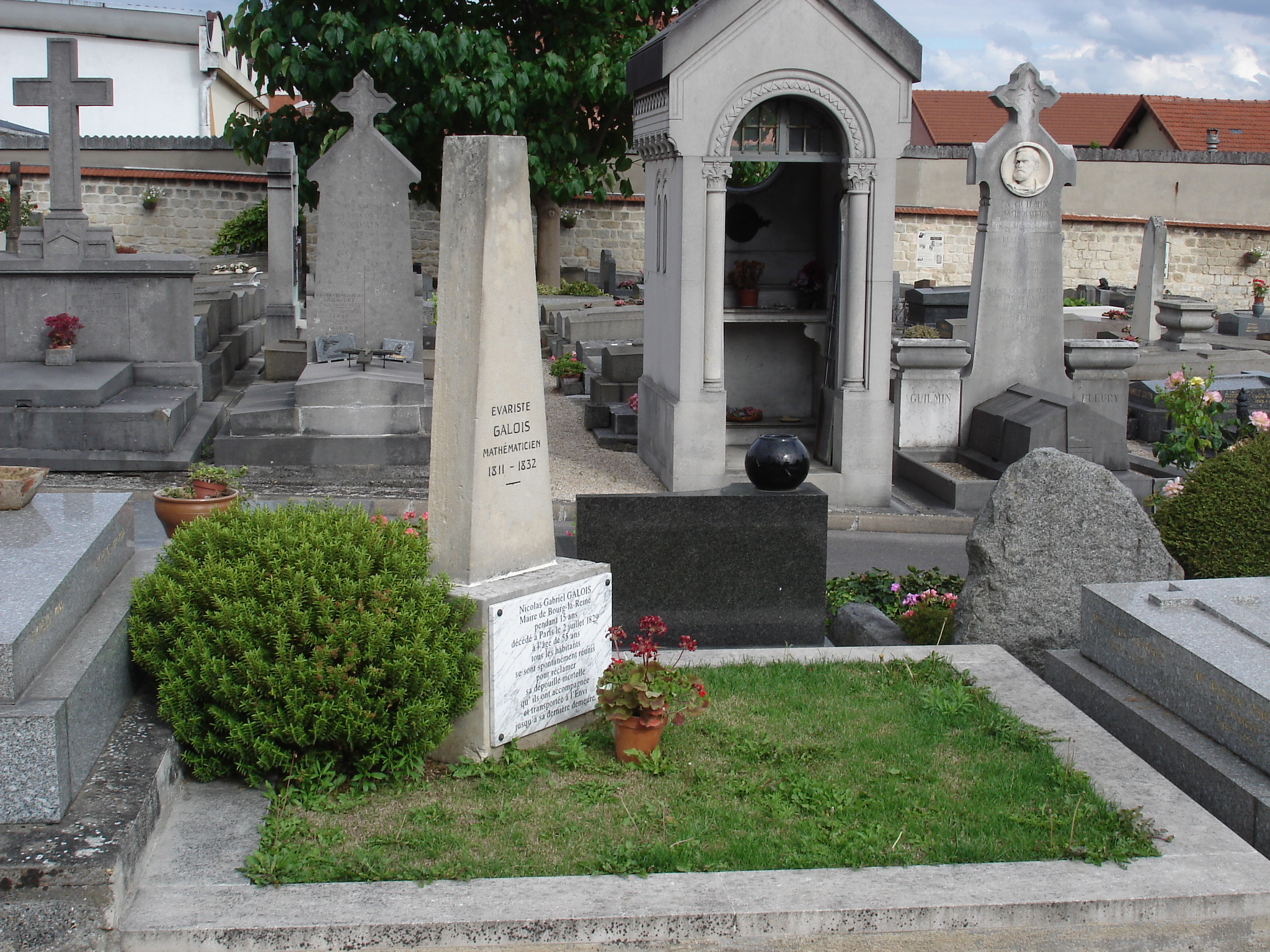
Cenotafi de Galois al cementiri del seu poble natal, Bourg-la-Reine

El 30 de maig del 1832, a primera hora del matí, Galois va rebre un tret a l'abdomen i va morir l'endemà a les deu (probablement de peritonitis) a l'hospital de Cochin després de refusar els serveis d'un sacerdot. Les seves últimes paraules al seu germà Alfred van ser: "Ne pleure pas, Alfred ! J'ai besoin de tout mon courage pour mourir à vingt ans ! (No ploris Alfred! Em cal tot el meu coratge per a morir als vint anys)". No hi ha acord sobre el seu lloc d'enterrament: mentre unes fonts diuen que va ser enterrat a la fosa comú del Cementiri de Montparnasse, altres fonts diuen que al cementiri de Bourg-la-Reine, juntament amb les despulles del seu pare, hi ha un cenotafi amb el seu nom que suggereix que pot estar enterrat allà.
De qualsevol forma, cal tenir en compte que la biografia de Galois es presenta quasi invariablement com una sèrie tancada d'episodis: precocitat, fracàs a la Politècnica, pèrdua i rebuig de les memòries enviades a l'Acadèmia, expulsió de l'Escola Preparatòria, compromís polític, empresonament, amor juvenil i romàntic per una noia misteriosa, carta testamentària al seu amic Chevalier, duel i mort. La naturalesa parcial de les fonts històriques deixa zones grises entre aquests episodis que sovint s'han omplert amb una ficcionalització de la narrativa biogràfica.

## Contribucions a les matemàtiques
Les contribucions matemàtiques de Galois van ser publicades finalment el 1846 quan Joseph Liouville va revisar els seus manuscrits i va declarar que aquell jove en veritat havia resolt el problema d'Abel per altres mitjans que suposaven una veritable revolució en la teoria de les matemàtiques emprades. El manuscrit va ser publicat en el nombre d'octubre de 1846 del Journal de mathématiques pures et appliquées.

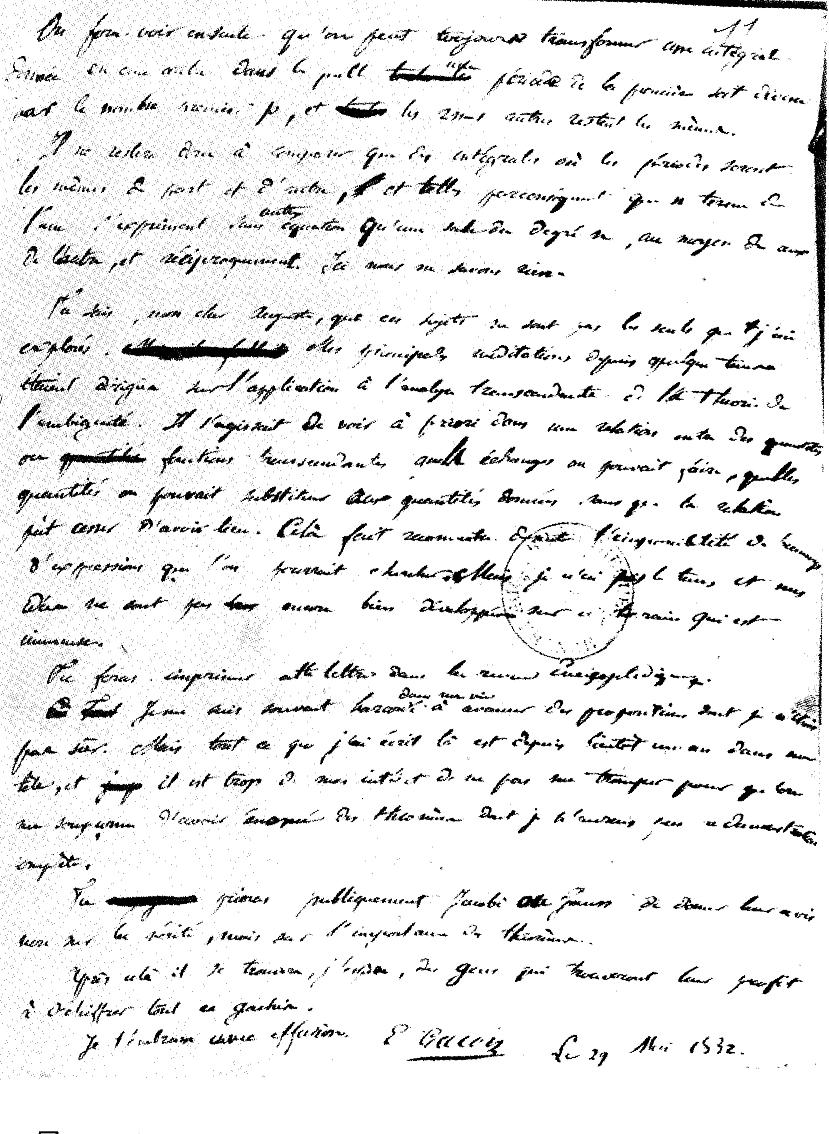
L'última pàgina del testament matemàtic de Galois, de la seva pròpia mà. La frase "desxifrar tot aquest embolic" ("déchiffrer tout ce gâchis") es troba a la penúltima línia.

De les línies finals d'una carta de Galois al seu amic Auguste Chevalier, datada el 29 de maig de 1832, dos dies abans de la mort de Galois:
| « | Tu prieras publiquement Jacobi o Gauss de donner leur avis, no sur la vérité, mais sur l'importance des théorèmes. Après cela, il y aura, j'espère, des gens qui trouveront leur profit à déchiffrer tout ce gâchis. (Demaneu a Jacobi o a Gauss públicament que opinin, no sobre la veritat, sinó sobre la importància d'aquests teoremes. Més endavant hi haurà, espero, algunes persones que trobaran en el seu avantatge desxifrar tot aquest embolic.) | » |

Dins de les 60 pàgines de les obres recopilades de Galois hi ha moltes idees importants que han tingut conseqüències de gran abast per a gairebé totes les branques de les matemàtiques. La seva obra s'ha comparat amb la de Niels Henrik Abel (1802–1829), un matemàtic contemporani que també va morir a una edat molt jove.

### Àlgebra
Mentre que molts matemàtics abans de Galois van considerar el que ara es coneix com a grups, va ser Galois qui va ser el primer a utilitzar la paraula grup (en francès groupe) en un sentit proper al sentit tècnic que s'entén avui, convertint-lo en un dels els fundadors de la branca de l'àlgebra coneguda com a teoria de grups. Va anomenar la descomposició d'un grup en les seves classes laterals esquerra i dreta una descomposició adequada si les classes esquerra i dreta coincideixen, que és el que avui es coneix com a subgrup normal. També va introduir el concepte de cos finit (també conegut com a cos de Galois en el seu honor) bàsicament de la mateixa forma que s'entén avui.
En la seva última carta a Chevalier i manuscrits adjunts, el segon de tres, va fer estudis bàsics de grups lineals sobre camps finits:
- Va construir el grup lineal general sobre un camp primer, {\displaystyle GL(v,p)} i va calcular el seu ordre, a l'estudiar el grup de Galois de l'equació general de grau {\displaystyle pv}.
- Va construir el grup lineal especial projectiu {\displaystyle PSL(2,p)}. Galois el va construir com a transformacions lineals fraccionàries, i va observar que eren simples excepte si {\displaystyle p=2o3} Aquestes eren la segona família de grups simples finits, després dels grups alternants.[19]
- Va assenyalar el fet excepcional que {\displaystyle PSL(2,p)} és simple i actua sobre {\displaystyle p} punts si i només si {\displaystyle p} és 5, 7 o 11.[20]

### Teoria de Galois
La contribució més significativa de Galois a les matemàtiques és el seu desenvolupament de la teoria de Galois. Es va adonar que la solució algebraica d'una equació polinòmica està relacionada amb l'estructura d'un grup de permutacions associades a les arrels del polinomi, el grup de Galois del polinomi. Va trobar que una equació es podria resoldre en radicals si es pot trobar una sèrie de subgrups del seu grup de Galois, cadascun normal en el seu successor amb quocient abelià, és a dir, el seu grup de Galois és resoluble. Aquest va resultar ser un enfocament fèrtil, que posteriorment els matemàtics van adaptar a molts altres camps de les matemàtiques, a més de la teoria d'equacions a la qual Galois va aplicar-la originalment.

### Anàlisi
Galois també va fer algunes contribucions a la teoria de les integrals abelianes i les fraccions contínues.
Tal com va escriure en la seva última carta, Galois va passar de l'estudi de les funcions el·líptiques a la consideració de les integrals de les diferencials algebraiques més generals, avui anomenades integrals abelianes. Va classificar aquestes integrals en tres categories.

### Fraccions contínues
En el seu primer article el 1828, Galois va demostrar que la fracció contínua regular que representa una arrel quadrada quadràtica ζ és purament periòdica si i només si ζ és una arrel reduïda, és a dir, {\displaystyle \zeta >1} i el seu conjugat {\displaystyle \eta } satisfà {\displaystyle -1<\eta <0}.
De fet, Galois va demostrar més que això. També va demostrar que si ζ és una arrel quadrada reduïda i η és el seu conjugat, aleshores les fraccions contínues per a ζ i per a (−1/η) són totes dues purament periòdiques, i el bloc que es repeteix en una d'aquestes fraccions continuades és la imatge mirall del bloc que es repeteix a l'altre. En símbols tenim
{\displaystyle {\begin{aligned}\zeta &=[\,{\overline {a_{0};a_{1},a_{2},\dots ,a_{m-1}}}\,]\\[3pt]{\frac {-1}{\eta }}&=[\,{\overline {a_{m-1};a_{m-2},a_{m-3},\dots ,a_{0}}}\,]\,\end{aligned}}}
on ζ és qualsevol arrel quadrada reduïda i η és el seu conjugat.
D'aquests dos teoremes de Galois es pot deduir un resultat ja conegut per Lagrange. Si r > 1 és un nombre racional que no és un quadrat perfecte, aleshores
{\displaystyle {\sqrt {r}}=\left[\,a_{0};{\overline {a_{1},a_{2},\dots ,a_{2},a_{1},2a_{0}}}\,\right].}
En particular, si n és qualsevol nombre enter positiu no quadrat, l'expansió de fracció contínua regular de √n conté un bloc repetitiu de longitud m, en el qual els primers m - 1 denominadors parcials formen una cadena palindròmica.

## Premi Évariste Galois
Aquest premi va ser instituït l'any 1962, i és atorgat per la Societat Catalana de Matemàtiques, societat filial de l'Institut d'Estudis Catalans, a estudiants de màster o doctorat.